# Berkel (rzeka)
Berkel – rzeka w Niemczech i Holandii o długości 114,6 km, prawy dopływ IJssel. Berkel swoje źródło bierze w Billerbeck koło niemieckiego miasta Münster w kraju związkowym Nadrenia Północna-Westfalia. Przekracza granice z Holandią koło Vreden (Niemcy) i Rekken (Holandia), a następnie płynie przez prowincję Geldrię, gdzie wpływa do IJssel w Zutphen.
Przed nadejściem kolei Berkel była główną rzeką, którą odbywał się transport z Münster do Eibergen, Borculo i Zutphen. W latach 50. holenderski odcinek rzeki został skanalizowany, aby zapobiec powodziom i poprawić odwodnianie terenów. Ostatnio starorzecza zostały połączone z głównym nurtem rzeki.